# Tooeys Creek
Tooeys Creek är ett vattendrag i Kanada.   Det ligger i provinsen Ontario, i den sydöstra delen av landet, 100 km väster om huvudstaden Ottawa.
I omgivningarna runt Tooeys Creek växer i huvudsak blandskog. Trakten runt Tooeys Creek är nära nog obefolkad, med mindre än två invånare per kvadratkilometer.